# Johann Dreyschütz
Johann Dreyschütz (* 4. Mai 1880 in München; † 6. März 1959 in Tübingen) war ein deutscher Lithograph und Maler in Tübingen.

## Leben und Wirken
Johann Dreyschütz arbeitete als Lithograph in München. Als die Fotografie Anfang des 20. Jahrhunderts den Steindruck verdrängte, verlor Dreyschütz wie viele seiner Berufskollegen seine Arbeit und musste sich nach neuen Aufgaben umschauen. Deshalb unternahm er 1906 eine längere Wanderreise. Seinen Lebensunterhalt verdiente er, indem er unterwegs Sehenswürdigkeiten, Gasthäuser, Hotels, Fabriken und Landschaften zeichnete und diese Zeichnungen als Vorlagen an Ansichtskartenverlage verkaufte.
Seine Spezialität waren Ansichten aus der Vogelperspektive. Seine Zeichnungen waren Fotos überlegen, da die Luftbildfotografie erst unzureichend entwickelt und ausgesprochen aufwändig war. Außerdem konnten die Vogelschauansichten auf die Interessen und Wünsche der Käufer abgestimmt werden, indem man zum Beispiel einzelne Gebäude besonders hervorhob und damit betonte. Er machte in zahlreichen Orten Südwestdeutschlands Station, unter anderem mehrmals in Tübingen, wohin er schließlich 1922 umsiedelte, um für den Verlag Gebrüder Metz zu arbeiten. In fünfzig Jahren entstanden etwa 1.500 Vorlagen für Ansichtskarten.